# Aure, Ardennes

Aure este o comună în partea de nord a Franței, în departamentul Ardennes, care aparține regiunii Champagne-Ardenne. În 1 ianuarie 2022 avea o populație de 38 de locuitori.